# Центроплан
Центроплан – (от „център“ и лат. planum – плоскост), е централната част на крилото, съединяваща лявото и дясното полу-крила на самолета. Изработва се с профила на крилото и има основна носеща функция при създаване на подемната сила от крилата. Центропланът конструктивно е неразглобяем и е свързан здраво с конструкцията на фюзелажа на самолета. Обикновено се използва за вместване на самолетните резервоари с гориво, монтиране мотогондолите на двигателите при многомоторните самолети и конструкцията на шасито на самолета.
В зависимост от приетата аеродинамична схема, центропланът се закрепва над фюзелажа на стойки, както е при биплана Ан-2 или конзола, както е при хидропланите. Може да се разположи върху горната част на фюзелажа при горноплощниците от типа на Ил-76, да се закрепва в средната (МиГ-15) или в долната част на фюзелажа за самолетите долноплощници (DC-3).
|  | Уикипедия разполага с Портал:Авиация |